# TV E
TV E (или Televizija E) е частен телевизионен канал в Черна гора, притежаван от Lipa Media d.o.o. Стартира с експериментално излъчване на 13 юли 2022 г., а на 12 януари 2023 г. започва да излъчва редовна програма в пълен капацитет.